# Cassen (Landes)
Pour les articles homonymes, voir Cassen.
Cassen est une commune française située dans le département des Landes en région Nouvelle-Aquitaine.
Ses habitants sont appelés les Cassenois.

## Géographie

### Localisation
Commune située dans la Chalosse.

### Communes limitrophes
Les communes limitrophes sont  Gamarde-les-Bains, Louer, Onard, Saint-Geours-d'Auribat, Saint-Jean-de-Lier et Vicq-d'Auribat.
| Saint-Jean-de-Lier | Vicq-d'Auribat    | Onard (par un quadripoint) |
| Louer              | Cassen            | Saint-Geours-d'Auribat     |
|                    | Gamarde-les-Bains |                            |

### Climat
Pour des articles plus généraux, voir Climat de la Nouvelle-Aquitaine et Climat des Landes.
Historiquement, la commune est exposée à un climat océanique aquitain.  
En 2020, Météo-France publie une typologie des climats de la France métropolitaine dans laquelle la commune est exposée à un climat océanique et est dans la région climatique  Aquitaine, Gascogne, caractérisée par une pluviométrie abondante au printemps, modérée en automne, un faible ensoleillement au printemps, un été chaud (19,5 °C), des vents faibles, des brouillards fréquents en automne et en hiver et des orages fréquents en été (15 à 20 jours).
Pour la période 1971-2000, la température annuelle moyenne est de 13,2 °C, avec une amplitude thermique annuelle de 14,2 °C. Le cumul annuel moyen de précipitations est de 1 183 mm, avec 12,4 jours de précipitations en janvier et 7,9 jours en juillet. Pour la période 1991-2020, la température moyenne annuelle observée sur la station météorologique la plus proche, située sur la commune de Bégaar à 7 km à vol d'oiseau, est de 13,8 °C et le cumul annuel moyen de précipitations est de 1 114,1 mm,. Pour l'avenir, les paramètres climatiques de la commune estimés pour 2050 selon différents scénarios d’émission de gaz à effet de serre sont consultables sur un site dédié publié par Météo-France en novembre 2022.

## Urbanisme

### Typologie
Au 1er janvier 2024, Cassen est catégorisée commune rurale à habitat dispersé, selon la nouvelle grille communale de densité à sept niveaux définie par l'Insee en 2022.
Elle est située hors unité urbaine. Par ailleurs la commune fait partie de l'aire d'attraction de Dax, dont elle est une commune de la couronne,. Cette aire, qui regroupe 60 communes, est catégorisée dans les aires de 50 000 à moins de 200 000 habitants,.

### Occupation des sols

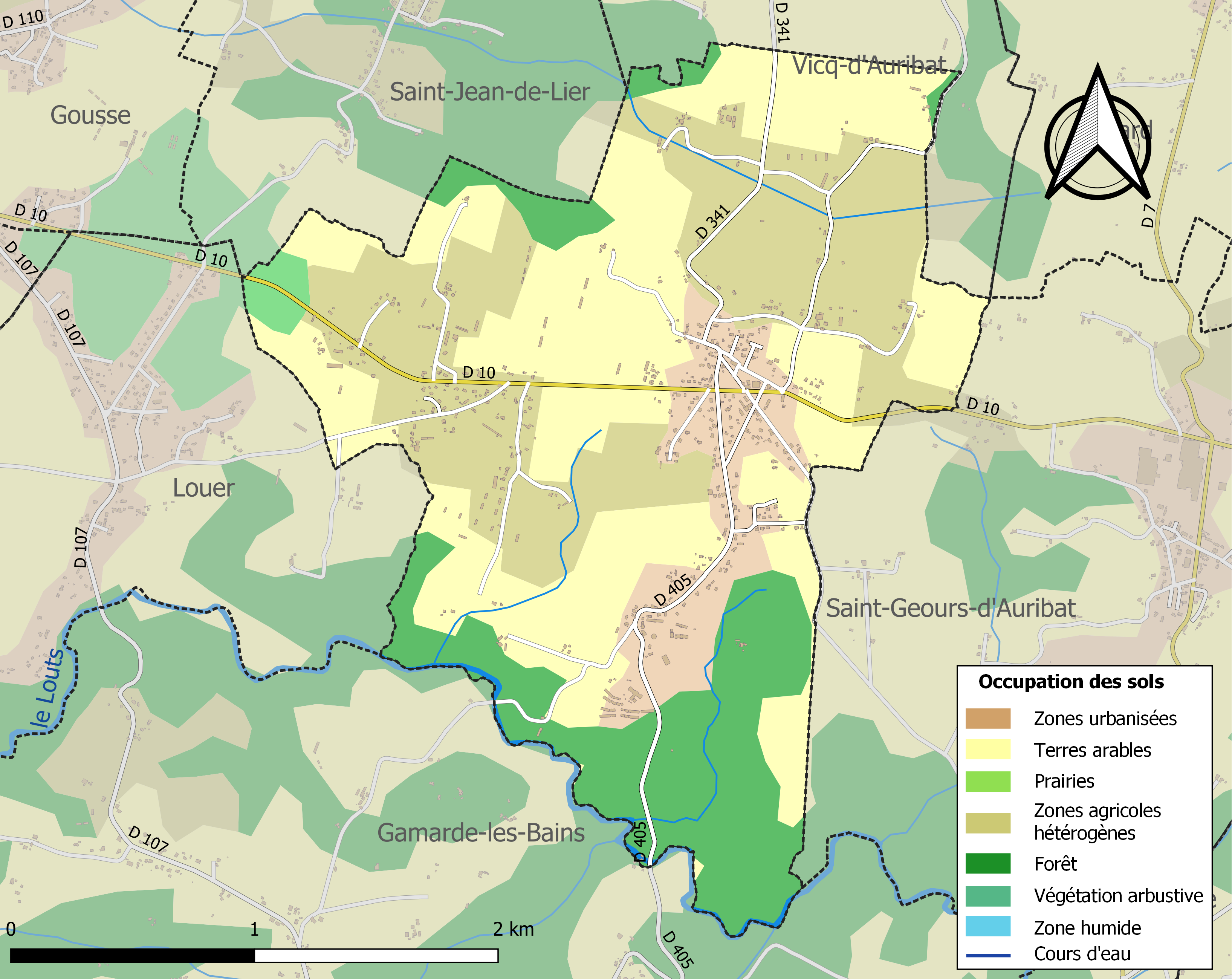
Carte des infrastructures et de l'occupation des sols de la commune en 2018 (CLC).

L'occupation des sols de la commune, telle qu'elle ressort de la base de données européenne d’occupation biophysique des sols Corine Land Cover (CLC), est marquée par l'importance des territoires agricoles (70,9 % en 2018), en diminution par rapport à 1990 (73,8 %). La répartition détaillée en 2018 est la suivante : terres arables (39,6 %), zones agricoles hétérogènes (31,3 %), forêts (17,8 %), zones urbanisées (10,2 %), milieux à végétation arbustive et/ou herbacée (1,2 %). L'évolution de l’occupation des sols de la commune et de ses infrastructures peut être observée sur les différentes représentations cartographiques du territoire : la carte de Cassini (XVIIIe siècle), la carte d'état-major (1820-1866) et les cartes ou photos aériennes de l'IGN pour la période actuelle (1950 à aujourd'hui).

### Risques majeurs
Le territoire de la commune de Cassen est vulnérable à différents aléas naturels : météorologiques (tempête, orage, neige, grand froid, canicule ou sécheresse), inondations, mouvements de terrains et séisme (sismicité faible). Un site publié par le BRGM permet d'évaluer simplement et rapidement les risques d'un bien localisé soit par son adresse soit par le numéro de sa parcelle.
Certaines parties du territoire communal sont susceptibles d’être affectées par le risque d’inondation par débordement de cours d'eau, notamment le Louts. La commune a été reconnue en état de catastrophe naturelle au titre des dommages causés par les inondations et coulées de boue survenues en 1998, 1999 et 2009,.
Les mouvements de terrains susceptibles de se produire sur la commune sont des affaissements et effondrements liés aux cavités souterraines (hors mines) et des tassements différentiels. Par ailleurs, afin de mieux appréhender le risque d’affaissement de terrain, un inventaire national permet de localiser les éventuelles cavités souterraines sur la commune.

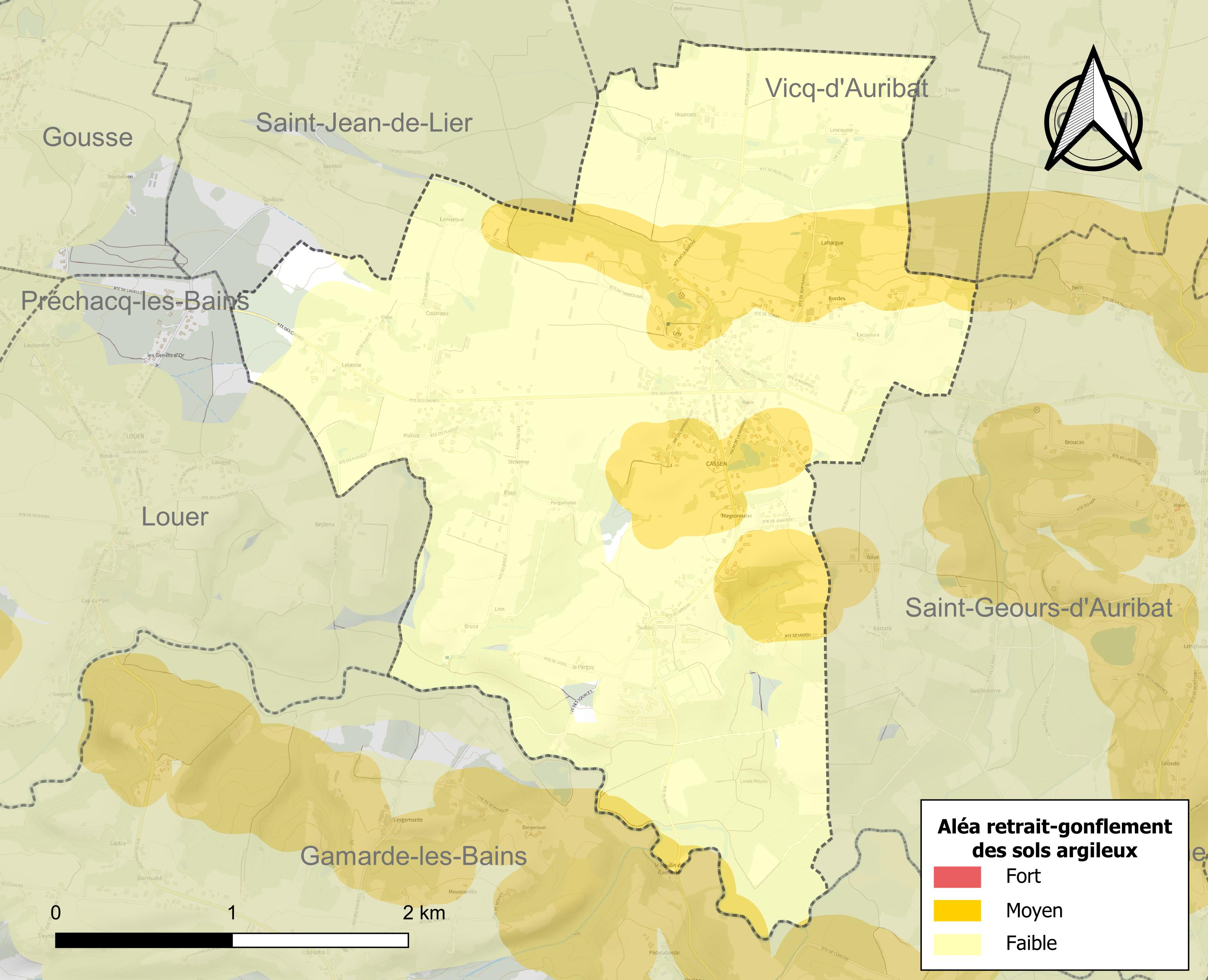
Carte des zones d'aléa retrait-gonflement des sols argileux de Cassen.

Le retrait-gonflement des sols argileux est susceptible d'engendrer des dommages importants aux bâtiments en cas d’alternance de périodes de sécheresse et de pluie. 20,4 % de la superficie communale est en aléa moyen ou fort (19,2 % au niveau départemental et 48,5 % au niveau national). Sur les 255 bâtiments dénombrés sur la commune en 2019,  69 sont en aléa moyen ou fort, soit 27 %, à comparer aux 17 % au niveau départemental et 54 % au niveau national. Une cartographie de l'exposition du territoire national au retrait gonflement des sols argileux est disponible sur le site du BRGM,.
Concernant les mouvements de terrains, la commune a été reconnue en état de catastrophe naturelle au titre des dommages causés par des mouvements de terrain en 1999.

## Toponymie
Le toponyme Cassen pourrait venir d'un étymon *cassennu, avec la signification de "lieu où poussent les chênes". Le gascon casso qui signifie "chêne", est lui-même issu du gaulois cassanos signifiant également chêne.

## Politique et administration
| Période                                  | Période  | Identité        | Étiquette | Qualité                                                                                  |
| ---------------------------------------- | -------- | --------------- | --------- | ---------------------------------------------------------------------------------------- |
| Les données manquantes sont à compléter. |          |                 |           |                                                                                          |
| ?                                        | 1942     | Jean Cadillon   |           | Révoqué par le Gouvernement de Vichy                                                     |
| 1995                                     | En cours | Didier Gaugeacq | PS        | Agriculteur Conseiller départemental depuis 2017, président de la communauté de communes |

## Démographie
| 1793 | 1800 | 1806 | 1821 | 1831 | 1836 | 1841 | 1846 | 1851 |
| ---- | ---- | ---- | ---- | ---- | ---- | ---- | ---- | ---- |
| 301  | 308  | 348  | 367  | 436  | 487  | 466  | 451  | 461  |

| 1856 | 1861 | 1866 | 1872 | 1876 | 1881 | 1886 | 1891 | 1896 |
| ---- | ---- | ---- | ---- | ---- | ---- | ---- | ---- | ---- |
| 466  | 459  | 460  | 460  | 466  | 487  | 524  | 503  | 485  |

| 1901 | 1906 | 1911 | 1921 | 1926 | 1931 | 1936 | 1946 | 1954 |
| ---- | ---- | ---- | ---- | ---- | ---- | ---- | ---- | ---- |
| 441  | 455  | 460  | 418  | 432  | 398  | 406  | 392  | 349  |

| 1962 | 1968 | 1975 | 1982 | 1990 | 1999 | 2006 | 2008 | 2013 |
| ---- | ---- | ---- | ---- | ---- | ---- | ---- | ---- | ---- |
| 361  | 335  | 342  | 375  | 339  | 372  | 446  | 468  | 563  |

| 2018 | 2022 | - | - | - | - | - | - | - |
| ---- | ---- | - | - | - | - | - | - | - |
| 578  | 607  | - | - | - | - | - | - | - |

## Lieux et monuments
- Église Saint-Pierre de Cassen.